# Yachar Hasanov
Yachar Hasanov (en azerbaïdjanais: Yaşar  Həsənov), est un officier de l'armée azerbaïdjanaise et colonel des forces armées azerbaïdjanaises. Il a participé aux affrontements d'avril 2016 et à l'offensive de Lachin dans le cadre de la guerre du Haut-Karabakh de 2020.

## Service militaire
En 1994, Yachar Hasanov a reçu la médaille des services militaires par décision du président azerbaïdjanais d'alors Heydar Aliyev en tant que lieutenant principal. En 2014, Yachar Hasanov a reçu le grade de colonel. Il a reçu l'Ordre de la patrie par décision de l'actuel président de l'Azerbaïdjan Ilham Aliyev. En 2016, le colonel Yachar Hasanov a de nouveau reçu la médaille de l'héroïsme par ordre d'Ilham Aliyev pour son activité lors des affrontements d'avril. En octobre 2020, lors de la guerre du Haut-Karabakh de 2020, Aliyev a félicité  Hasanov pour s'être distingué dans la bataille de Qubadli, dans le cadre de l'offensive de Latchin.